# Rodrigo Treviño
Rodrigo Treviño Uribe (Ciudad de México, 1 de septiembre de 1956 - 26 de septiembre de 2018), fue un organista y profesor de música mexicano.tanto en el Conservatorio Nacional de Música del INBAL como en la Facultad de Música de la UNAM. Fue Subdirector de la Escuela Superior de Música del INBAL (1985-1986). Sus restos descansan en el Panteón Español de la Ciudad de México.

## Semblanza artística
Realizó sus estudios de órgano en la Facultad de Música de la UNAM y en el Conservatorio Nacional de Música de México graduándose en el año 1990. Entre sus principales maestros se encuentran Víctor Urbán y Jesús Estrada.
Posteriormente fue acreedor a la beca por parte del Servicio Alemán de Intercambio Académico para continuar sus estudios en la Universidad de las Artes de Berlín bajo la guía del organista alemán Rudolf Heinemann y Albert Bolliger.
Realizó giras de conciertos tanto en México como en diferentes recintos del mundo como en Catedral de San Patricio de Nueva York, Catedral Metropolitana de la Ciudad de México, Berlín, entre otros.
Fue solista en orquestas nacionales e internacionales como son:
Brooklyn Philarmonia en Nueva York, Orquesta del Teatro de Bellas Artes, Orquesta Sinfónica Nacional (México), Orquesta Filarmónica de la Ciudad de México y la Orquesta de Cámara de la Universidad Michoacana.
Participó con el trío barroco Sine Nomine, así como también tocando el bajo continuo en oratorios de Johann Sebastian Bach y George Frideric Haendel con la Orquesta Filarmónica de la UNAM, Orquesta Sinfónica Nacional (México), Orquesta Filarmónica de la Ciudad de México, entre otras.
También destacan sus presentaciones en festivales nacionales e internacionales entre ellos:
Festival Internacional de Órgano de Morelia, ¨La Hora del Órgano” (Órgano Monumental del Auditorio Nacional), Festival permanente de Música Barroca de Buenos Aires, Festival Internacional de Órgano del Uruguay, Festival Internacional de Órgano de la Ciudad de México, Festival de Órgano de Tepotzotlán, entre otros.
Realizó grabaciones para Radio IMER, así como también producciones discográficas, entre ellas el disco ¨La Música de la Catedral de Oaxaca, México¨, que contenía obras de Gaspar Fernández, Manuel de Sumaya, entre otros compositores mexicanos, bajo la dirección del músico peruano Aurelio Tello.
Fue catedrático de órgano, bajo continuo e improvisación en la Facultad de Música de la UNAM, en la Escuela Superior de Música del INBA y en el Conservatorio Nacional de Música de México, siendo también subdirector académico de las últimas dos instituciones.
Desde 1985 hasta la fecha de su fallecimiento organista de la Iglesia Luterana Alemana del Espíritu Santo de la comunidad evangélica de habla alemana en México.
Fue miembro de la American Guild of Organist.
Falleció el 26 de septiembre de 2018 en compañía de su esposa, la pianista Yareth Soriano Mena y sus hijos.

## Reconocimientos
Después de su fallecimiento, se le colocó su nombre “Rodrigo Treviño Uribe” al aula de órgano de la Facultad de Música de la UNAM, develando una placa conmemorativa en la entrada de dicha aula.

## Discografía
- ¨La Música de la Catedral de Oaxaca, México¨, Capilla Virreinal de la Nueva España. Aurelio Tello, director.

- "Preludios a la vía dolorosa" de José Luis Wario Díaz.

Centro de compositores de Nuevo León/Consejo para Cultura y las Artes de Nuevo León. Al gran órgano tubular Riojas Tambourini cortesía del Conservatorio Nacional de Música de México, Maestro Rodrigo Treviño Uribe. conarte.org.mx
- "Rodrigo Treviño Uribe" an der Böhm-Orgel der SchillerKirche zu Jena. Sonntag, 9 de septiembre de 2001, 17 Uhr